# Exoprosopa ovamboana
Exoprosopa ovamboana är en tvåvingeart som beskrevs av Hesse 1956. Exoprosopa ovamboana ingår i släktet Exoprosopa och familjen svävflugor.
Artens utbredningsområde är Namibia. Inga underarter finns listade i Catalogue of Life.